# Team Rocket
El Team Rocket és una de les organitzacions criminals que apareixen a la franquícia Pokémon, una sèrie de videojocs, anime, mangues, llibres, cartes col·leccionables i altres mitjans que va ser inventada per Satoshi Tajiri i ha generat milers de milions de dòlars en beneficis per a Nintendo i Game Freak.
Entre d'altres, els objectius del Team Rocket són robar Pokémon i estafar els seus entrenadors. El líder de l'organització és Giovanni, una caricatura d'un cap de la màfia. Té control sobre tots els membres del Team Rocket, però gairebé no entra en acció ell mateix. A més de dirigir l'organització criminal, és el líder del Gimnàs de Viridian City, en el qual s'especialitza en Pokémon de tipus terra com ara Nidoking, Nidoqueen i la línia evolutiva de Rhyhorn. A Pokémon Yellow i l'anime sempre apareix amb un Persian, probablement en referència al personatge de Don Vito Corleone, de la pel·lícula El Padrí.
Normalment, el terme «Team Rocket» s'utilitza sobretot per designar un trio, que consisteix en Jessie, James i el Pokémon Meowth. De vegades també apareixen altres membres de Team Rocket, com ara Cassidy i Butch. Tot i que són companys, Jessie i James els veuen com a rivals. Volen fer-ho tot per guanyar el respecte del seu líder Giovanni (sovint de manera malvada), però Cassidy i Butch ho aconsegueixen molt més sovint.
A la sèrie de televisió, el Team Rocket apareix a cada episodi tret del primer. Un episodi típic consisteix en l'execució d'un dels seus malvats plans per capturar el Pikachu de l'heroi Ash Ketchum. Els noms de Jessie i James venen de Jesse James, un bandoler infame del Far West.